# Kalmarinselkä
Kalmarinselkä eller Kalmarinjärvi är en sjö i Finland. Den ligger i kommunen Saarijärvi i landskapet Mellersta Finland, i den centrala delen av landet, 290 km norr om huvudstaden Helsingfors. Kalmarinselkä ligger 129,8 meter över havet. Den är 22 meter djup. Arean är 7,05 kvadratkilometer och strandlinjen är 21,32 kilometer lång. Sjön  ingår i Kymmene älvs huvudavrinningsområde.   I omgivningarna runt Kalmarinselkä växer i huvudsak blandskog. Den sträcker sig 5,6 kilometer i nord-sydlig riktning, och 3,6 kilometer i öst-västlig riktning.
I övrigt finns följande i Kalmarinselkä:
- Vuohisaari (en ö)
- Lokinkivi (en ö)
- Palsinsaari (en ö)
- Lehmisaari (en ö)
- Kirrisaari (en ö)
- Tummunhiekka (en ö)
- Kokkisenluoto (en ö)
- Kuolusaari (en ö)